# Ema Abina
Ema Abina, slovenska rokometašica, * 18. februar 1999, Ljubljana.
Ema je članica RK Krim in slovenske reprezentance.
Za Slovenijo je nastopila na svetovnem prvenstvu 2020. Tudi njena sestra, Ana Abina je rokometašica.